# Cristianesimo nelle Maldive
Il cristianesimo nelle Maldive è una religione fortemente minoritaria. Le Maldive sono tra i paesi con la minor tolleranza religiosa verso i cristiani. Secondo l'ex presidente Maumoon Abdul Gayoom, non dovrebbe essere consentita la professione di alcuna religione diversa dall'Islam alle Maldive. La pratica pubblica della religione cristiana è proibita. I missionari cristiani non sono ammessi. Nel 1998, tutti gli stranieri, noti come cristiani, che sono stati individuati come sospetti missionari sono stati espulsi e alcuni maldiviani sospettati di essere cristiani sono stati arrestati.
Secondo la World Christian Encyclopedia la Chiesa dell'India del Sud, la Chiesa Mennonita Evangelica e altre sono presenti in questo paese. Nelle Maldive non c'è alcuna giurisdizione territoriale della Chiesa cattolica e il territorio del Paese è di competenza dell'arcidiocesi di Colombo in Sri Lanka.

## Storia
Nel 1558 i portoghesi stabilirono una piccola guarnigione con un Viador (Viyazoru), o sovrintendente di un posto commerciale alle Maldive, che amministrarono dalla loro colonia principale sita a Goa. L'arrivo dei portoghesi vide anche la comparsa del cristianesimo nella regione: essi cercarono di imporre il cristianesimo alla gente del posto e alcuni membri della nobiltà si convertirono. Quindici anni dopo, un leader locale di nome Muhammad Thakurufaanu al-A'uẓam e i suoi due fratelli organizzarono una rivolta popolare e cacciarono i portoghesi dalle Maldive, per cui il cristianesimo regredì. In seguito le Maldive passarono sotto l'egemonia prima degli olandesi e poi dei britannici, che non cercarono di interferire con la religione della popolazione locale.
È anche da ricordare che negli Annali della Propagazione della Fede si afferma che nel 1833, dopo la consacrazione di Clément Bonnand come Vicario Apostolico di Pondicherry, egli è stato autorizzato dalla Santa Sede ad inviare missionari alle Maldive dove la fede cristiana non era ancora giunta. Il numero di cattolici nelle Maldive è sempre stato esiguo, per cui la Chiesa cattolica non ha mai stabilito nel Paese una giurisdizione territoriale. Il territorio della Maldive è di competenza dell'arcidiocesi di Colombo dal 1886.

## Situazione attuale
La costituzione delle Maldive riconosce l'islam come religione di stato e non consente di avere la cittadinanza ai non musulmani. La pratica pubblica di religioni diverse dall'islam è proibita. In tutto il Paese non esistono chiese cristiane né luoghi di culto di religioni diverse dall'islam. Il cristianesimo è essenzialmente praticato in privato dai lavoratori immigrati. Coloro che sono trovati con materiale religioso non islamico sono soggetti all'arresto. I cittadini delle Maldive che si convertissero al cristianesimo perderebbero la loro cittadinanza e rischierebbero la tortura. Un maldiviano tratto in arresto perché sospettato di essere cristiano può riguadagnare la libertà firmando una dichiarazione che attesti la sua fede islamica.     
L'espulsione dei cristiani si è verificata più di una volta negli ultimi 10 anni. Il presidente Maumoon Abdul Gayoom ha dichiarato che l'indipendenza del paese si perde, se non è del tutto musulmano. L'Alto Commissariato delle Maldive, istituito a Colombo nel 1998, ha dichiarato che le persecuzioni sono sbagliate.